# Hryhorij Galagan

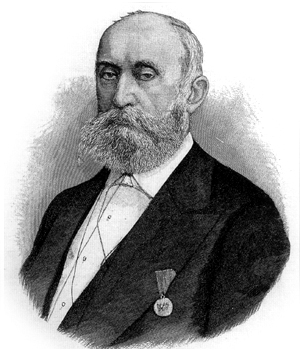
Hryhorij Galagan vor 1888

Hryhorij Pawlowytsch Galagan (* 3. Augustjul. / 15. August 1819greg. in Sokyrynzi, Gouvernement Poltawa, Russisches Kaiserreich; † 13. Septemberjul. / 25. September 1888greg. ebenda) war ein ukrainischer Sozialaktivist, Ethnograph, Philanthrop und Mäzen sowie Großgrundbesitzer.

## Leben
Hryhorij Galagan kam als Mitglied der ukrainischen Adelsfamilie Galagan in Sokyrynzi in der heute ukrainischen Oblast Tschernihiw, wo die Familie ein Schloss besaß, zur Welt. 
Als Großgrundbesitzer besaß er Ländereien in den Gouvernements Poltawa und Tschernigow. Außerdem nahm er viele öffentliche Ämter wahr, in denen er sich unter anderem für Reformen wie die Abschaffung der Leibeigenschaft einsetzte. So wurde er 1883 wurde er zum Mitglied des Staatsrates ernannt.
In seinem Geburtsort gründete und subventionierte er die erste landwirtschaftliche Spar- und Darlehensgenossenschaft der Ukraine. 1871 gründete er, in Erinnerung an seinen 1869 im Alter von 16 Jahren verstorbenen, einzigen Sohn Pawlo, das Galagan-Kolleg (Колегія Павла Ґалаґана /Kolehija Pawla Galagana) in Kiew, das bis zur Oktoberrevolution bestand. Im heutigen Rajon Pryluky war er Initiator und Unterstützer von Volksschulen und 1874 des Gymnasiums in Pryluky.
Als Kunstmäzen förderte er das Chorsingen und das Theater, ließ Gebäude im traditionellen ukrainischen Stil erbauen und erwarb Kunstwerke, unter anderem von Taras Schewtschenko. Mit diesem pflegte er ebenso Umgang wie mit Mychajlo Maxymowytsch, Pantelejmon Kulisch, Wolodymyr Antonowytsch und vielen Mitgliedern der Hromada von Kiew.
Von 1873 bis 1875 war er Präsident des Südwest-Filiale der kaiserlich-russischen Geographischen Gesellschaft. Er starb 69-jährig in seinem Geburtsort und wurde dort beerdigt.